# 进步社会党
进步社会党（羅馬化：al-Hizb al-Taqadummi al-Ishtiraki）是黎巴嫩的一个社会民主主义政党。该党的教派基础主要是德鲁兹派，地域基础主要是黎巴嫩山省，尤其是舒夫区。该党由卡迈勒·琼卜拉特于1949年5月1日创建，1977年—2023年5月25日由他的儿子瓦利德·琼卜拉特领导。2023年6月25日，瓦利德的儿子泰穆尔·琼卜拉特正式被任命为该党的领导人。1975年—1982年，该党及其领导的黎巴嫩民族运动在黎巴嫩内战中扮演了重要角色。